# Wang Jianjiahe
Wang Jianjiahe (en chino: 王简嘉禾; Anshan, 17 de julio de 2002) es una deportista china que compite en natación, especialista en el estilo libre.
Ganó una medalla de bronce en el Campeonato Mundial de Natación de 2019 y tres medallas en el Campeonato Mundial de Natación en Piscina Corta de 2018. Participó en los Juegos Olímpicos de Tokio 2020, ocupando el cuarto lugar en los 1500 m libre y el quinto en 800 m libre.

## Palmarés internacional
| Campeonato Mundial                  | Campeonato Mundial      | Campeonato Mundial | Campeonato Mundial |
| Año                                 | Lugar                   | Medalla            | Prueba             |
| ----------------------------------- | ----------------------- | ------------------ | ------------------ |
| 2019                                | Gwangju (Corea del Sur) | Medalla de bronce  | 1500 m libre       |
| Campeonato Mundial en Piscina Corta |                         |                    |                    |
| Año                                 | Lugar                   | Medalla            | Prueba             |
| 2018                                | Hangzhou (China)        | Medalla de oro     | 800 m libre        |
| 2018                                | Hangzhou (China)        | Medalla de oro     | 4 × 200 m libre    |
| 2018                                | Hangzhou (China)        | Medalla de plata   | 400 m libre        |